# Onni Tommila
Onni Tommila (* 1999) ist ein finnischer Schauspieler und ehemaliger Kinderdarsteller.

## Leben
Tommila trat seit 2009 in mehreren Produktionen als Schauspieler in Erscheinung. Seinen bekanntesten Auftritt hatte er im Jahr 2014 in der Rolle des „Oskari“ in dem Action-Abenteuerfilm Big Game – Die Jagd beginnt. Im Jahr 2016 war er in der Rolle des Erkki in dem Kriminal-Thriller Tappajan näköinen mies zu sehen.
Onni Tommila ist der Sohn des Schauspielers Jorma Tommila und dessen Frau Ida Helander-Tommila. Ida Helander-Tommilas ist die Schwester des Regisseurs Jalmari Helander.

## Filmografie (Auswahl)
- 2005: Rare Exports: The Official Safety Instructions
- 2009: Skavabölen pojat
- 2010: Rare Exports – Eine Weihnachtsgeschichte (Rare Exports)
- 2011: Eetu ja Konna
- 2014: Big Game – Die Jagd beginnt (Big Game)
- 2016: Tappajan näköinen mies
- 2022: Sisu